# خيال رومانسي

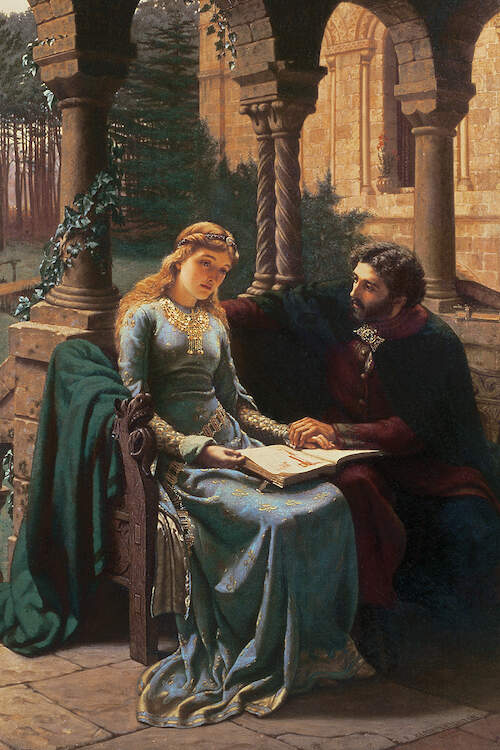

خيال رومانسي هو مزيج من الرومانسية والخيال، يدمج في كثير من الأحيان بين العلاقات الاجتماعية والرومانسية، حيث يرتكز محور القصة على قصة الحب تضم أحداثا خيالية. وغالبا ما تكون الكتابة في هذا النوع الأدبي أكثر شاعرية وأنوثة خصوصا في المشاهد الرومانسية، حيث يعتبر دور المرأة محوريا باعتبار مكانتها، ويعد هذا النوع جنيسا من الصعب غالبا تحديده نظرا للالتباس الذي يحيط به.

## تاريخيا
بدأ الخيال الرومانسي في سنوات السبعينات من القرن الماضي، خصوصا في بدايات تطور حركات الفيمينست.

## مؤلفات الخيال الرومانسي
- بعض الكتب الخاصة بماريون زيمر برادلي حيث ركزت هذه الأخيرة على هذا النوع من الخيال في معظم رواياتها.
- بعض كتب المؤلفة الأمريكية تامورا بيرس.
- كتاب الكلمات لمؤلفته جولي فيكتوريا جونس

## في السينما والتلفزة
لقد جُسد الخيال الرومانسي في العديد من الأفلام والمسلسلات التلفزية وفي السينما كذلك على غرار:
- ليديهوك: مبني على قصة حب مستحيلة
- أسطورة: مبني على قصة حب بين بطل شاب وزوجته التي تحبه
- مجموعة من أفلام المخرج الإيطالي لامبيرتو بافا على رأسها فيلم الأميرة والفقير
- الأميرة العروس: قصة الفيلم مبنية على رواية تحمل نفس الاسم
- النمر الرابض والتنين الخفي
- الجميلة والوحش: مسلسل مبني على قصة حب بين فتاة جميلة وشاب غبي.
- المسحورات
- بافي قاتلة مصاصي الدماء: يتناول المسلسل قصة حب بين بافي وآنجل.[1]